# Julia Sandoval
Julia Delia Toscano Barrientos (Buenos Aires, Argentina; 3 de diciembre de 1928 - 28 de noviembre de 2023), más conocida como Julia Sandoval, fue una actriz y cantante argentina.

## Carrera
Comenzó su carrera artística en el Teatro Infantil Lavardén y luego siguió en el Conservatorio Nacional, siendo su gran descubridor en su adolescencia el director Julio Saraceni. En 1943 fue convocada por Alberto de Zavalía para participar en Cuando florezca el naranjo, para los Estudios San Miguel con la protagonización de María Duval y Ángel Magaña. Tras su breve actuación en este filme, para 1946 y 1947 cumplió labores como actriz de reparto en Mosquita muerta, estrenada en el Cine Ambassador con Niní Marshall, interpretando a doncellas o simplemente, a mujeres como en María Rosa o Celos, destacándose su papel en Nunca te diré adiós, con guiones de Ulyses Petit de Murat y Homero Manzi, importantes libretistas de la época. En sus comienzos, fue parte de los elencos de películas históricas como Los hijos del otro (1947), con Luis Arata, la comedia El hermoso Brummel (1951), con Fidel Pintos y Mujeres en sombra (1951), con guiones de Abel Santa Cruz. Con dirección de Francisco Mugica, en 1952 filmó uno de sus primeros trabajos relevantes: Rescate de sangre, al lado de Jorge Salcedo (con quien se casó tiempo después) y por la cual fue considerada Revelación del Año.

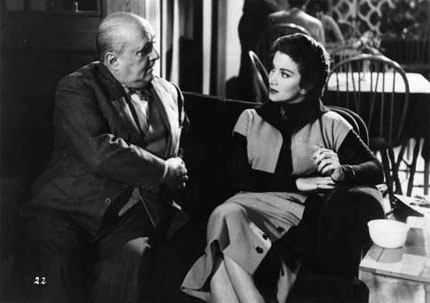
Julia Sandoval junto a Héctor Calcaño en La dama del millón (1956).

En la cinematografía, sus papeles más recordados fueron Ondina (La barra de la esquina, 1950), Margarita (En cuerpo y alma, 1953), Diana (Vida nocturna, 1955), Susana (Los tallos amargos, 1956), Julia (Detrás de la mentira, 1962) y María Esther (La fin del mundo, 1963). Compartió cartel con figuras del espectáculo como Tita Merello, Tilda Thamar, Hugo del Carril y Libertad Lamarque. Para los estudios SIFA, en 1953 fue protagonista femenina de En cuerpo y alma, donde formó rubro con Armando Bó. Secundó a Tita Merello en Guacho, de 1954, por la cual fue galardonada como Mejor Actriz de Reparto y demostró su rostro sugestivo y fotogenia. Basada en una obra teatral de Abel Santa Cruz, acompañó a Jorge Rivier y Tilda Thamar en La dama del millón, a mediados de los 50. Sin embargo, otros filmes destacados de la década fueron Los tallos amargos (premio Cóndor de Plata a la Mejor Película), El tango en París y Horizontes de piedra, con la participación especial de Milagros de la Vega.
En 1960 fue contrafigura de Libertad Lamarque en el drama Creo en ti, también conocida como Esposa o amante, de la empresa Mier y Brooks, que también estrenó en México. Mostró una imagen sensual en Interpol llamando a Río, coproducción con Brasil dirigida por Leo Fleider. 
A pesar de su vasta trayectoria, adquirió popularidad en el ciclo televisivo Dr. Cándido Pérez, señoras, del cual se hizo una versión cinematográfica y teatral. La trama indicaba que el protagonista dedicado a la medicina (Juan Carlos Thorry) hace dudosos trabajos con un amigo, y su mujer (Julia Sandoval) es buena, mientras no se enterara de infidelidades por parte de su marido. A su vez, hay una mucama que complicaba los hechos. Además, el elenco estaba integrado por Teresa Blasco, Ámbar La Fox y Eduardo Muñoz. Con Beba Bidart, retornó a la comicidad en Cuidado con las colas, que tuvo mucha taquilla en su estreno en 1964. Trabajó en algunos capítulos de Su comedia favorita, Cinco pisos en las nubes y Alta comedia por Canal 9. En El romance de un guacho (1961), junto a Walter Vidarte, tuvo buenas críticas de la prensa y su rol en el dramático Detrás de la mentira (1962), de Emilio Vieyra, es meritoria. La sinopsis explica la historia del hijo de un empresario que se convierte en parte del partido comunista. Durante la temporada de 1969, integró el elenco del ciclo con sketchs El botón, con el cómico Alberto Olmedo y Jorge Porcel.
Participó de programas televisivos como Show Standard Electric, por Canal 11, Inconquistable Viviana Hortiguera, encarnando a Lidia, Esto es teatro, por Canal 13, Los que estamos solos, con libretos de Alberto Migré con Nora Carpena y Arnaldo Andre y Daniel y Cecilia, con Gabriela Gili y Claudio Levrino y en varias obras teatrales como Caramelos surtidos, en el Teatro Presidente Alvear, Aplausos, de nuevo con Libertad Lamarque en el Teatro Cómico, y Dos pasos de comedia brillante. En estos medios, su carrera se intensificó a lo largo de los 70.
Recordada estrella de radioteatros —especialmente Palmolive del Aire—, en 1980 realizó su última intervención cinematográfica argentina en Subí que te llevo, que alternaba cuadros musicales de Sandro y participó del teleteatro Daniel y Cecilia, por Canal 9. De sus últimas actuaciones en cine se destaca la exitosa comedia ¡Quiero besarlo señor!, con Ulises Dumont y dirección de Hugo Moser. A partir de esa década, fue desplazada y convocada solo para papeles menores, pero valorables, como en Como la hiedra (1987), donde interpretó a Malú. En 1998 recibió un Premio Podestá por parte de la Asociación Argentina de Actores (AAA).
En 1970 graba un Lp de tango con la dirección orquestal de Raúl Garello, llamado "Julia en el tango".
Con gran apoyo de la prensa hasta hace poco tiempo, en 2005, 25 años después y contando con 77 años, colaboró con el filme Condena perpetua, que se estrenó solamente en Chile y fue su última actuación en cine. Estuvo casada con el actor Jorge Salcedo, con quien convivió hasta 1958.
Con la conducción de Horacio Embón, en 2008 fue partícipe del ciclo Conflictos y armonías, dedicado a Hugo del Carril, al igual que Octavio Getino, Gabriel Soria y Alfredo Piro.

## Filmografía
| - Condena perpetua (2005) - Subí que te llevo (1980) - Dos locos en el aire (1976) - Seguro de castidad (1974) - ¡Quiero besarlo señor! (1973) - Amalio Reyes, un hombre (1970) - Psique y sexo (1965) - Cuidado con las colas - La fin del mundo (1963) - Tres alcobas (1962) - Detrás de la mentira (1962) - Dr. Cándido Pérez, Sras. (1962) - Interpol llamando a Río (1962) - El romance de un gaucho (1961) | - Creo en ti (1960) - Mi esqueleto (1959) - Amor se dice cantando (1958) - Historia de una carta (1957) - El tango en París (1956) - Edad difícil (1956) - Los tallos amargos (1956) - Horizontes de piedra (1956) - La dama del millón (1956) - Vida nocturna (1955) - Guacho (1954) - En cuerpo y alma (1953) - Rescate de sangre (1952) - La última escuadrilla (1951) | - Mujeres en sombra (1951) - El hermoso Brummel (1951) - La barra de la esquina (1950) - Nace la libertad (1949) - Nunca te diré adiós (1947) - El misterio del cuarto amarillo (1947) - Los hijos del otro (1947) - El gran amor de Bécquer (1946) - Celos (1946) - María Rosa (1946) - Milagro de amor (1946) - Delirio (1944) - Cuando florezca el naranjo (1943) |

## Televisión
- 1963: Teleteatro del hogar. Ep. "La madre enemiga" con Eduardo Rudy.

1989: Matrimonios y algo más